# Самійленко Степан Сергійович
Степан Сергійович Самійленко (15 грудня 1896 — 1990) — український військовик, військове звання: підполковник Армії УНР.
Був нагороджений Хрестом Симона Петлюри.
Відповідно до українського законодавства є борцем за незалежність України у XX столітті.

## Біографія
Народився у м. Прилуки. Останнє звання у російській армії — підпоручик.
У 1917 р. служив у 66-му піхотному Батуринському полку. З осені 1917 р. — старшина 1-го Українського панцерного дивізіону військ Центральної Ради. Комендант автопанцерника «Гайдамака». 9 лютого 1918 р. з залишками дивізіону влився до Богданівського куреня Окремого Запорізького загону військ  Центральної Ради.
З 12 березня 1918 р. — командир кулеметної сотні 1-го Запорізького полку Окремої Запорізької дивізії Армії УНР. 3 квітня 1918 р. — командир кулеметної сотні, згодом — куреня 4-го Запорізького полку ім. Б. Хмельницького. Перебував на цій посаді у 1919 р.
У січні 1920 р. разом зі старшинами полку ім. Б. Хмельницького був заарештований гайдамаками отамана О. Волоха. Втік з-під арешту, приєднався до Кінного полку Чорних Запорожців, у складі якого брав участь у Першому Зимовому поході. У 1920—1923 рр. — командир кулеметної сотні 1-го Кінного полку Чорних Запорожців Армії УНР.
У 1920 — 1930-х рр. жив на еміграції у Польщі.
З 1950 р. — у США.